# جاستن مورتيمر
جاستن مورتيمر (بالإنجليزية: Justin Mortimer)‏ هو فنان معاصر ‏ بريطاني، ولد في 1970.